# Улица Гагарина (Владикавказ)
Улица Гагарина — улица во Владикавказе, Северная Осетия, Россия. Находится в Затеречном муниципальном округе между проспектом Коста и Кырджалийской улицей. Начинается от проспекта Коста.
Улицу Гагарина пересекают улицы Ардонская, Заурбека Калоева, Тургеневская, Цейская и проспект Генерала Доватора.
На улице Гагарина заканчивается улица Гастелло.

## История
Улица названа в честь лётчика-космонавта, полковника и Героя Советского Союза Юрия Алексеевича Гагарина.
Улица образовалась в конце XIX века и впервые отмечена на плане города Владикавказа в 1917 году как 1-я Стрелковая улица. На плане города Орджоникидзе от 1937 года отмечена как Степной переулок.
3 августа 1957 года одна часть Степного переулка был переименован в Пятигорскую улицу.
12 ноября 1959 года Стрелковый переулок был переименован в Стрелковую улицу.
13 апреля 1961 года Стрелковая улица и Пятигорская улица были объединены в одну улицу с переименованием их в улицу Гагарина.